# Mürsbach
Mürsbach is een plaats in de Duitse gemeente Rattelsdorf, deelstaat Beieren, en telt 492 inwoners (2005).